# Smutek

Smutek często wywołuje płacz

Smutek – emocjonalny ból powiązany z uczuciem niekorzystnej sytuacji, stratą, rozpaczą, żałobą, żalem, bezradnością oraz rozczarowaniem.
Osoba doświadczająca smutku może stać się cicha lub letargiczna i może wycofywać się od innych. Przykładem poważnego smutku jest depresja. Płacz często wskazuje na smutek.
Smutek jest jedną z sześciu podstawowych emocji, opisywanych przez Paula Ekmana, wraz ze szczęściem, złością, zaskoczeniem, strachem i wstrętem.